# San Miguel, Ayutla de los Libres
San Miguel är en ort i Mexiko.   Den ligger i kommunen Ayutla de los Libres och delstaten Guerrero, i den södra delen av landet, 270 km söder om huvudstaden Mexico City. San Miguel ligger 402 meter över havet och antalet invånare är 266.
Terrängen runt San Miguel är huvudsakligen kuperad, men västerut är den platt. Runt San Miguel är det ganska tätbefolkat, med 58 invånare per kvadratkilometer. Närmaste större samhälle är Ayutla de los Libres, 3,4 km söder om San Miguel. Omgivningarna runt San Miguel är en mosaik av jordbruksmark och naturlig växtlighet.